# Campanula marcenoi
Campanula marcenoi är en klockväxtart som beskrevs av Salvatore Brullo. Campanula marcenoi ingår i släktet blåklockor, och familjen klockväxter.
Artens utbredningsområde är Sicilien. Inga underarter finns listade i Catalogue of Life.